# Naringenina
La Naringenina es una flavanona, un tipo de flavonoide, que se considera que tiene un efecto bioactivo en la salud humana como antioxidante, neutralizador de radicales libres, antiinflamatorio, promotor del metabolismo de hidratos de carbono, y modulador del sistema inmune. Es la flavanona predominante en el pomelo (toronja).

## Efectos biológicos
In vitro reduce el daño oxidativo del ADN. La naringenina del pomelo se ha visto que tiene un efecto inhibidor en la isoforma CYP1A2 del citocromo P450 humano.
También se ha comprobado que la naringenina reduce la producción de virus en hepatitis C.
Parece que en ratones modificados la naringenina los protege de la obesidad en una dieta alta en grasa.
También reduce el colesterol en ratas de laboratorio alimentadas con una dieta alta en colesterol.

## Producción natural
Pomelo, naranja, piel de tomate y tomillo pero en todos los casos es difícil la absorción por ingestión oral (en el mejor de los casos sólo llega al tracto intestinal un 15% de la naringenina.